# Die Leute, die nie anhalten
Die Leute, die nie anhalten (jap. 動じない, Dōjinai) ist ein computeranimierter Kurzfilm von Florian Piento aus dem Jahr 2012.

## Handlung
Nach Richtungen geordnet fließt anscheinend unstoppbar ein unaufhörlicher Menschenstrom eine japanische Fußgängerzone hinab. Gesellschaftliche Randfiguren und Ausnahmesituationen haben ihren eigenen Platz in der Ordnung. Selbst ein Erdbeben und eine Flutwelle gelingt es nur kurz das Geschehen zu unterbrechen und letztere eine kurze emotionale Beziehung zwischen den Passanten aufzubauen, dann setzt wieder die Normalität ein. Bis eine Kirschblüte zu Boden fällt und die Sakura beginnt. Plötzlich bleiben alle stehen und sind im Hanami vereint.

## Produktion
Im Film wird bis auf kurze Ausnahmen nicht gesprochen, stattdessen hört man meist Geräusche wie das Trappeln der Füße auf dem Pflaster oder am Anfang mit lieblicher Gitarrenmusik unterlegtes Vogelzwitschern. Mit der Sakura setzt das Spiel eines Shamisen ein.
Die Animationen wurden ebenfalls von Piento gemacht.